# 아카네야 히미카
아카네야 히미카(일본어: 茜屋 日海夏, 1994년 7월 16일~)는 일본의 아이돌 겸 성우, 가수, 여배우, 유튜버이다. 81프로듀스 소속이며, i☆Ris의 구성원이다.

## 같이 보기
- i☆Ris